# Kúðafljót
Kúðafljót – rzeka w południowej Islandii o długości 115 km i powierzchni dorzecza 2400 km². 
Kúðafljót to rzeka lodowcowa, która powstaje z połączenia wielu rzek i strumieni, z których część wypływa z lodowców Mýrdalsjökull i Torfajökull. Za początek rzeki uznaje się zbieg trzech rzek: Hólmsá, Tungufljót i Eldvatn (odnoga rzeki Skaftá), które tworzą rozlewisko zwane Flögulón. Płynie w kierunku południowym, rozdzielając obszary zwane Álftaver i Meðalland. Uchodzi do Oceanu Atlantyckiego na nadbrzeżnej równinie między sandrami Mýrdalssandur i Meðallandssandur.
Pierwszy most nad rzeką Kúðafljót w ciągu drogi krajowej nr 1 powstał dopiero w 1993.